# 1984年夏季残疾人奥林匹克运动会瑞士代表团
1984年夏季残疾人奥林匹克运动会瑞士代表团是瑞士派出的1984年夏季残疾人奥林匹克运动会代表团。获得18枚金牌、13枚银牌和12枚铜牌。